# Iker Álvarez
Iker Álvarez de Eulate Molné (Andorra la Vella, 25 luglio 2001) è un calciatore andorrano, portiere del Córdoba e della nazionale andorrana.

## Biografia
Suo padre Koldo era anch'egli un calciatore.

## Carriera

### Club
Cresciuto presso varie squadre andorrane fra cui l'Inter Escaldes e l'Andorra, nel 2017 si trasferisce in Spagna al Roda dove gioca nell'Under-19. Due anni più tardi viene acquistato dal Villarreal che lo aggrega subito alla sua terza squadra militante in quarta divisione; gioca il suo primo incontro il 15 settembre giocando da titolare il match di Tercera División vinto 4-0 contro il Jove Español.
Il 18 marzo 2021 riceve la sua prima convocazione in prima squadra, facendo parte del gruppo per il match di Europa League vinto 2-0 contro la Dinamo Kiev.

### Nazionale
Ha giocato nelle nazionali giovanili andorrane Under-17, Under-19 ed Under-21.
Il 28 marzo 2021 debutta con la nazionale maggiore andorrana scendendo in campo da titolare nell'incontro di qualificazione per i Mondiali 2022 contro la Polonia.

## Statistiche

### Presenze e reti nei club
Statistiche aggiornate al 20 agosto 2024.
| Stagione            | Squadra             | Campionato          | Campionato | Campionato | Coppe nazionali | Coppe nazionali | Coppe nazionali | Coppe continentali | Coppe continentali | Coppe continentali | Altre coppe | Altre coppe | Altre coppe | Totale | Totale | Totale |
| Stagione            | Squadra             | Comp                | Pres       | Reti       | Comp            | Pres            | Reti            | Comp               | Pres               | Reti               | Comp        | Pres        | Reti        | Pres   | Reti   |        |
| ------------------- | ------------------- | ------------------- | ---------- | ---------- | --------------- | --------------- | --------------- | ------------------ | ------------------ | ------------------ | ----------- | ----------- | ----------- | ------ | ------ | ------ |
| 2019-2020           | Villarreal C        | TD                  | 12         | -8         | -               | -               | -               | -                  | -                  | -                  | -           | -           | -           | 12     | -8     |        |
| 2020-2021           | Villarreal C        | TD                  | 14+3       | -15        | -               | -               | -               | -                  | -                  | -                  | -           | -           | -           | 17     | -15    |        |
| Totale Villarreal C | Totale Villarreal C | Totale Villarreal C | 26+3       | -23        |                 | -               | -               |                    | -                  | -                  |             | -           | -           | 29     | -23    |        |
| 2020-2021           | Villarreal B        | SDB                 | 0+1        | -4         | -               | -               | -               | -                  | -                  | -                  | -           | -           | -           | 1      | -4     |        |
| 2021-2022           | Villarreal B        | PDR                 | 18+2       | -19 + -1   | -               | -               | -               | -                  | -                  | -                  | -           | -           | -           | 20     | -20    |        |
| 2022-2023           | Villarreal B        | SD                  | 23         | -31        | -               | -               | -               | -                  | -                  | -                  | -           | -           | -           | 23     | -31    |        |
| 2023-2024           | Villarreal B        | SD                  | 32         | -43        | -               | -               | -               | -                  | -                  | -                  | -           | -           | -           | 32     | -43    |        |
| Totale Villarreal B | Totale Villarreal B | Totale Villarreal B | 73+3       | -93 + -5   |                 | -               | -               |                    | -                  | -                  |             | -           | -           | 76     | -98    |        |
| 2024-2025           | Villarreal          | PD                  | 0          | 0          | CR              | -               | -               | -                  | -                  | -                  | -           | -           | -           | 0      | 0      |        |
| Totale carriera     | Totale carriera     | Totale carriera     | 104        | -120       |                 | 0               | 0               |                    | 0                  | 0                  |             | -           | -           | 104    | -120   |        |

### Cronologia presenze e reti in nazionale
| Cronologia completa delle presenze e delle reti in nazionale ― Andorra | Cronologia completa delle presenze e delle reti in nazionale ― Andorra | Cronologia completa delle presenze e delle reti in nazionale ― Andorra | Cronologia completa delle presenze e delle reti in nazionale ― Andorra | Cronologia completa delle presenze e delle reti in nazionale ― Andorra | Cronologia completa delle presenze e delle reti in nazionale ― Andorra | Cronologia completa delle presenze e delle reti in nazionale ― Andorra | Cronologia completa delle presenze e delle reti in nazionale ― Andorra |
| Data                                                                   | Città                                                                  | In casa                                                                | Risultato                                                              | Ospiti                                                                 | Competizione                                                           | Reti                                                                   | Note                                                                   |
| ---------------------------------------------------------------------- | ---------------------------------------------------------------------- | ---------------------------------------------------------------------- | ---------------------------------------------------------------------- | ---------------------------------------------------------------------- | ---------------------------------------------------------------------- | ---------------------------------------------------------------------- | ---------------------------------------------------------------------- |
| 28-3-2021                                                              | Varsavia                                                               | Polonia                                                                | 3 – 0                                                                  | Andorra                                                                | Qual. Mondiali 2022                                                    | -3                                                                     |                                                                        |
| 3-6-2021                                                               | Andorra la Vella                                                       | Andorra                                                                | 1 – 4                                                                  | Irlanda                                                                | Amichevole                                                             | -2                                                                     | 77’                                                                    |
| 8-9-2021                                                               | Bucarest                                                               | Ungheria                                                               | 2 – 1                                                                  | Andorra                                                                | Qual. Mondiali 2022                                                    | -2                                                                     |                                                                        |
| 12-10-2021                                                             | Serravalle                                                             | San Marino                                                             | 0 – 3                                                                  | Andorra                                                                | Qual. Mondiali 2022                                                    | -                                                                      |                                                                        |
| 12-11-2021                                                             | Andorra la Vella                                                       | Andorra                                                                | 1 – 4                                                                  | Polonia                                                                | Qual. Mondiali 2022                                                    | -4                                                                     |                                                                        |
| 25-3-2022                                                              | Andorra la Vella                                                       | Andorra                                                                | 1 – 0                                                                  | Saint Kitts e Nevis                                                    | Amichevole                                                             | -                                                                      |                                                                        |
| 14-6-2022                                                              | Chișinău                                                               | Moldavia                                                               | 2 – 1                                                                  | Andorra                                                                | UEFA Nations League 2022-2023 - 1º turno                               | -2                                                                     |                                                                        |
| 22-9-2022                                                              | Vaduz                                                                  | Liechtenstein                                                          | 0 – 2                                                                  | Andorra                                                                | UEFA Nations League 2022-2023 - 1º turno                               | -                                                                      |                                                                        |
| 25-9-2022                                                              | Andorra la Vella                                                       | Andorra                                                                | 1 – 1                                                                  | Lettonia                                                               | UEFA Nations League 2022-2023 - 1º turno                               | -1                                                                     |                                                                        |
| 16-11-2022                                                             | Malaga                                                                 | Andorra                                                                | 0 – 1                                                                  | Austria                                                                | Amichevole                                                             | -1                                                                     |                                                                        |
| 19-11-2022                                                             | Gibilterra                                                             | Gibilterra                                                             | 1 – 0                                                                  | Andorra                                                                | Amichevole                                                             | -1                                                                     |                                                                        |
| 25-3-2023                                                              | Andorra la Vella                                                       | Andorra                                                                | 0 – 2                                                                  | Romania                                                                | Qual. Euro 2024                                                        | -2                                                                     |                                                                        |
| 28-3-2023                                                              | Pristina                                                               | Kosovo                                                                 | 1 – 1                                                                  | Andorra                                                                | Qual. Euro 2024                                                        | -1                                                                     |                                                                        |
| 16-6-2023                                                              | Andorra la Vella                                                       | Andorra                                                                | 1 – 2                                                                  | Svizzera                                                               | Qual. Euro 2024                                                        | -2                                                                     |                                                                        |
| 19-6-2023                                                              | Gerusalemme                                                            | Israele                                                                | 2 – 1                                                                  | Andorra                                                                | Qual. Euro 2024                                                        | -2                                                                     |                                                                        |
| 9-9-2023                                                               | Andorra la Vella                                                       | Andorra                                                                | 0 – 0                                                                  | Bielorussia                                                            | Qual. Euro 2024                                                        | -                                                                      |                                                                        |
| 12-9-2023                                                              | Sion                                                                   | Svizzera                                                               | 3 – 0                                                                  | Andorra                                                                | Qual. Euro 2024                                                        | -3                                                                     |                                                                        |
| 12-10-2023                                                             | Andorra la Vella                                                       | Andorra                                                                | 0 – 3                                                                  | Kosovo                                                                 | Qual. Euro 2024                                                        | -3                                                                     |                                                                        |
| 15-10-2023                                                             | Bucarest                                                               | Romania                                                                | 4 – 0                                                                  | Andorra                                                                | Qual. Euro 2024                                                        | -4                                                                     |                                                                        |
| 18-11-2023                                                             | Budapest                                                               | Bielorussia                                                            | 1 – 0                                                                  | Andorra                                                                | Qual. Euro 2024                                                        | -1                                                                     |                                                                        |
| 21-11-2023                                                             | Andorra la Vella                                                       | Andorra                                                                | 0 – 2                                                                  | Israele                                                                | Qual. Euro 2024                                                        | -2                                                                     |                                                                        |
| 5-6-2024                                                               | Badajoz                                                                | Spagna                                                                 | 5 – 0                                                                  | Andorra                                                                | Amichevole                                                             | -2                                                                     | 62’                                                                    |
| 11-6-2024                                                              | Murcia                                                                 | Irlanda del Nord                                                       | 2 – 0                                                                  | Andorra                                                                | Amichevole                                                             | -2                                                                     | 87’                                                                    |
| 4-9-2024                                                               | Gibilterra                                                             | Gibilterra                                                             | 1 – 0                                                                  | Andorra                                                                | Amichevole                                                             | -1                                                                     |                                                                        |
| 10-9-2024                                                              | Andorra la Vella                                                       | Andorra                                                                | 0 – 1                                                                  | Malta                                                                  | UEFA Nations League 2024-2025 - 1º turno                               | -1                                                                     |                                                                        |
| 10-10-2024                                                             | Chișinău                                                               | Moldavia                                                               | 2 – 0                                                                  | Andorra                                                                | UEFA Nations League 2024-2025 - 1º turno                               | -2                                                                     |                                                                        |
| 13-10-2024                                                             | Andorra la Vella                                                       | Andorra                                                                | 2 – 0                                                                  | San Marino                                                             | Amichevole                                                             | -                                                                      | 62’                                                                    |
| 16-11-2024                                                             | Andorra la Vella                                                       | Andorra                                                                | 0 – 1                                                                  | Moldavia                                                               | UEFA Nations League 2024-2025 - 1º turno                               | -1                                                                     |                                                                        |
| 19-11-2024                                                             | Ta' Qali                                                               | Malta                                                                  | 0 – 0                                                                  | Andorra                                                                | UEFA Nations League 2024-2025 - 1º turno                               | -                                                                      |                                                                        |
| 21-3-2025                                                              | Andorra la Vella                                                       | Andorra                                                                | 0 – 1                                                                  | Lettonia                                                               | Qual. Mondiali 2026                                                    | -1                                                                     |                                                                        |
| 24-3-2025                                                              | Tirana                                                                 | Albania                                                                | 3 – 0                                                                  | Andorra                                                                | Qual. Mondiali 2026                                                    | -3                                                                     |                                                                        |
| 7-6-2025                                                               | Cornellà de Llobregat                                                  | Andorra                                                                | 0 – 1                                                                  | Inghilterra                                                            | Qual. Mondiali 2026                                                    | -1                                                                     |                                                                        |
| 10-6-2025                                                              | Leskovac                                                               | Serbia                                                                 | 3 – 0                                                                  | Andorra                                                                | Qual. Mondiali 2026                                                    | -3                                                                     |                                                                        |
| Totale                                                                 |                                                                        | Presenze                                                               | 33                                                                     |                                                                        | Reti                                                                   | -53                                                                    |                                                                        |